# Ostrovske, Djankoi
Ostrovske (în ucraineană Островське) este un sat în comuna Iermakove din raionul Djankoi, Republica Autonomă Crimeea, Ucraina.

## Demografie
Componența lingvistică a localității Ostrovske
     Ucraineană (44%)
     Rusă (36%)
     Tătară crimeeană (8%)
     Română (1,6%)
     Alte limbi (0,8%)
Conform recensământului din 2001, nu exista o limbă vorbită de majoritatea populației, aceasta fiind compusă din vorbitori de ucraineană (44%), rusă (36%), tătară crimeeană (8%) și română (1,6%).